# 트라피스트 맥주

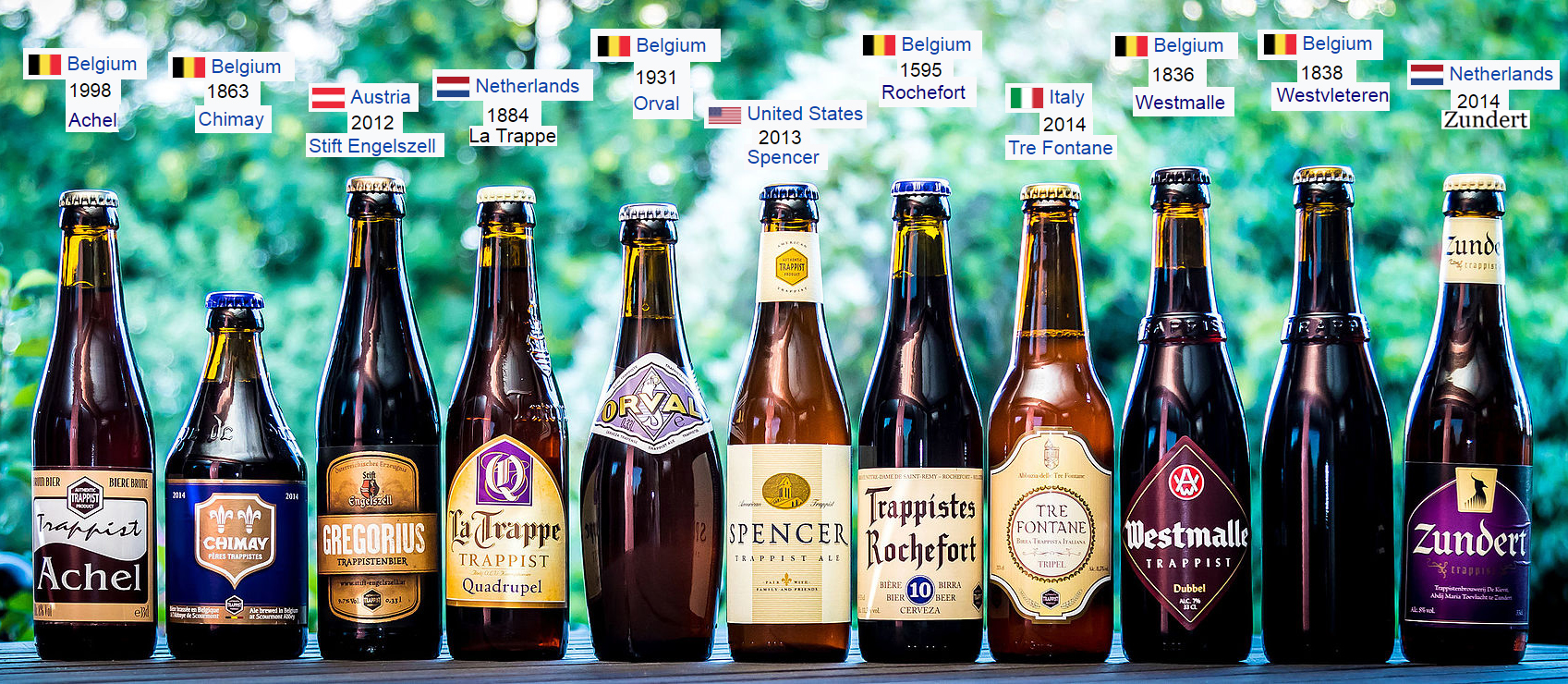

트라피스트 맥주(Trappist beer)는 트라피스트회 수도사들이 빚은 맥주다. 총 13개 수도원(벨기에에 2개소, 네덜란드에 2개소, 오스트리아, 이탈리아, 잉글랜드, 프랑스, 미국에 각 1개소)들만이 국제트라피스트협회의 인정을 받은 트라피스트 맥주를 생산할 수 있다. 국제적으로 맛이 좋다고 소문나 벨기에 맥주 관광의 주 관광자원이다.

## 같이 보기
- 벨기에의 맥주